# Aiba Masaki
Aiba Masaki (相葉雅紀 Tương Diệp Nhã Kỉ) sinh ngày 24 tháng 12 năm 1982 là thành viên của Arashi, một boyband Nhật Bản được thành lập năm 1999 dưới sự quản lý của Johnny & Associates. Aiba tham gia Johnny & Associates từ năm 14 tuổi, tháng 8 năm 1996 và kiên trì hoạt động không chỉ như là thành viên của Arashi mà còn là một diễn viên.

## Tiểu sử
Aiba tham gia vào JE từ tháng 8/1996 vì muốn được chơi bóng rổ cùng SMAP. Tiêu biểu cho kiểu người có suy nghĩ đơn giản. Sự vui vẻ, thân thiện, dễ gần của Aiba khiến anh ấy nhanh chóng được yêu thích trong JE, thậm chí anh còn được gọi là "Super Idol Aiba-chan". Aiba là thành viên được triệu tập vào Arashi muộn nhất, chỉ 3 ngày trước khi nhóm ra mắt ở Hawaii vào tháng 9/1999.
Là người vô tư và trẻ con nhất của nhóm, Aiba thường là người đầu tiên đưa ra những đề nghị điên rồ hoặc kỳ lạ, thậm chí nếu không làm thế anh ấy sẽ là người đầu tiên ủng hộ đằng sau các thành viên khác. Tất nhiên, Aiba chiếm một phần trong chương trình "A no Arashi", trong chương trình này anh ấy thường mang đến đủ thứ kì lạ nhưng luôn tạo bất ngờ và không khí vui vẻ cho các thành viên khác. Ngoài các hoạt động trong nhóm, Aiba còn tham gia một show dành cho trẻ em tên là Tensai! Shimura Dobutsuen.

## Quá trình tham gia JE
Nếu Nino muốn trở thành một cầu thủ bóng chày chuyên nghiệp, thì tôi lại muốn trở thành một cầu thủ bóng rổ. Thực ra tôi có một câu chuyện rất lúng túng. Tôi thường trải qua hầu hết thời gian ở nhà khi tôi không ở trường – học hành, làm những công việc lặt vặt trong nhà hay thậm chí là giúp đỡ ba mẹ tôi trong việc quản lý nhà hàng bất cứ khi nào họ cần. Tôi gặp rất nhiều người ở đó. Một vài người trong số họ nghĩ rằng Tôi là một người "không tầm thường" và họ nói tôi thích hợp trong ngành giải trí nhưng thật sự thì cái ý nghĩ đó chưa bao giờ xuất hiện trong tâm trí tôi.
Khi gia đình tôi tụ họp ở nhà, tôi đang xem một trong những chương trình bóng rổ NBA trên TV. Một vài anh em họ của tôi – những người là fan cuồng nhiệt của Johnny, tranh cãi với tôi để thay đổi kênh bởi họ muốn xem Shounen Club. Tôi rất giận dữ vì tôi phải bỏ lỡ một trận đấu của tôi vì họ nhưng khi tôi chuyển kênh, có SMAP và nhóm những Juniors đang chơi bóng rổ. Tôi bị ấn tượng với những anh chàng này – những người có thể chơi một trận bóng rổ hay trong chương trình này, và điều này đã mang đến cho tôi một ý nghĩ điên rồ là sẽ gia nhập Johnny’s. Tôi sẽ có cơ hội được học tập với những huấn luyện viên bóng rổ nổi tiếng và có lẽ họ sẽ cho tôi tham gia vào những đội của họ. Tôi đã nghĩ thế.
Vì thế tôi hỏi những anh em họ của mình để xin đơn gia nhập. Tôi điền vào nó, gửi nó với tấm ảnh và thậm chí tôi có một bản liệt kê dài của những "kĩ năng" trong đơn gia nhập này, chủ yếu là những kĩ năng bóng rổ. Tôi không có khái niệm rằng chúng là biểu diễn, ca hát và nhảy múa (những việc mà tôi hoàn toàn không biết gì cả). Khoảng vài tuần sau đó, tôi nhận được cuộc gọi thông báo rằng tôi có một "buổi thi tuyển". Mà với tôi, đó là "buổi thi tuyển bóng rổ". Vì thế tôi nhanh chóng chuẩn bị những thứ cần thiết – bóng rổ, khăn, túi len … và đến nơi đó. Khi tôi đến đó, những anh chàng khác – những người cũng đăng ký dự tuyển đều mặc những bộ quần áo thời trang kiểu cách và một số đang thực hành những kĩ năng nhảy múa của họ. Tôi cảm thấy ngượng ngùng bởi vì tôi là người duy nhất ở đó với áo nịt len NBA, quần ngắn bóng rổ, giày thể thao và một quả bóng trong tay.
Khi đến lượt của tôi, họ hỏi tôi có biết hát hay nhảy hoặc biểu diễn cái gì không. Tôi nói với họ một cách trung thực rằng tôi chỉ nghĩ đây là một cuộc thi về bóng rổ nhưng chuyện kì lạ nhất đã xảy ra. Johnny-san để tôi lượn lờ khắp nơi và tham gia vào một số bài thực hành. Từ những bài thực hành này, tôi gặp Nino lần đầu tiên. Anh ấy và tôi lang thang khắp nơi cho đến khi chúng tôi có được vị trí trong một nhóm, MAIN, nơi chúng tôi gặp MatsuJun và Toma Ikuta.
Sau đó trong suốt những buổi diễn tập cho concert của V6, tôi gặp "các senpai" như Takky, Tsubasa và sau đó nữa, tại Musical Academy, là Yuki Kohara và thành viên danh dự của họ, Sho Sakurai. Tôi không nghĩ tôi đã gặp Ohno cho đến khi vài tháng trước khi chúng tôi được debut là Arashi.
Tôi thường biểu diễn phía sau với mỗi nhóm Johnny’s rất lâu mà tôi có thể nhớ và tôi thường được đứng ở phía sau nhiều hơn rất nhiều so với phía trước. Tôi rất ngượng ngùng trong Shounen Club khi tôi phải làm một vài "những màn biểu diễn chính" ở phía trước.
Khi tin tức về nhóm tiếp theo được debut đến, tôi muốn nói với Johnnny-san để ngăn ngừa tôi được chấp nhận vào trong 1 nhóm bởi vì nỗi sợ nho nhỏ của bản thân về việc biểu diễn phía trước sân khấu. Tôi nghĩ tôi thích nhảy ở phía sau hơn bởi vì sẽ không có ai chú ý đến bạn nếu bạn có nhảy hỏng hay không.
Một ngày, tôi nhận được cuộc gọi từ Johnny-san và tôi mang chủ đề của việc tôi không muốn được debut, nhưng thay vào đó ông ấy đáp lại tôi bằng câu nói "Cậu có muốn đến Hawaii không?"
Tôi đã bị đánh lừa lần đầu tiên nhưng tôi đã có nhiều niềm vui ở Hawaii. Bây giờ tôi có ý nghĩ điên rồ này cũng như là một thành viên của Arashi, chúng tôi có thể đi đến nhiều nơi vui nhộn – có lẽ luôn luôn sẽ là Hawaii kể từ khi chúng tôi debut.
Khi chúng tôi có màn biểu diễn đầu tiên với tên Arashi, tôi vẫn biểu diễn ở phía sau. Nếu chúng tôi đứng trong một hàng với nhau, tôi luôn luôn đứng ở một trong 2 bên chứ không phải ở giữa. Tôi không phải là túyp người thích được là trung tâm nhưng tôi có bất lợi vì là người cao nhất trong nhóm nên tôi phải đứng ở giữa một vài lần.
Và tôi rất vui rằng những người bạn trong ban nhạc là những người bạn thân thiết với tôi khi chúng tôi còn là Junior (ngoại trừ Ohno – bởi anh ấy quá yên lặng, ngượng ngùng và bí ẩn mọi lúc ngay cả khi tôi có làm quen). Khi chúng tôi trình diễn ca khúc "A.RA.SHI’ lần đầu tiên (và tất nhiên không thể quên được bộ đồ "áo mưa nhựa trong suốt’ đó, và nó thật là lạ lùng khi thấy những Junior đang nhảy múa sau lưng mình.
Dần dần, tôi cũng đã quen với việc đứng ở phía trước. Khi tôi có những màn solo trong concerts, tôi không bao giờ có bất kì dancer phía sau nào vì tôi vẫn chưa quen nhìn các Juniors nhảy sau lưng mình. Tôi thích được biểu diễn một mình hơn. Và biểu diễn với Arashi, tôi thích được đứng ở phía sau hơn. Ai là người tôi nghĩ nên đứng ở phía trước? Tôi sẽ nói đó là Leader, Ohno-kun. Anh ấy là thủ lĩnh của chúng tôi. Anh ấy là giọng ca chính. Anh ấy nên đứng ở phía trước mọi lúc.
- Writen by Aiba Masaki
- Trans by Niko_Arahi@YAN

## Aiba
- Aiba nói tiếng Anh rất tốt nhưng lại gặp rắc rối với tiếng Nhật, đặc biệt là cách đọc những chữ Kanji. Anh ấy rất hay mắc lỗi đọc trong các talk show và những buổi biểu diễn trực tiếp.
- Aiba là 1 fan bự của TOKIO, 1 nhóm nhạc cũng thuộc JE.
- Aiba gia nhập JE vì 2 lý do:
  1. Anh ấy rất hâm mộ Ken Miyake
  2. Anh ấy cực kì thích bóng rổ. 1 lần tình cờ, anh ấy đã thấy SMAP chơi bóng rổ trong 1 chương trình phát trên TV và nghĩ rằng mình cũng có thể được chơi bóng rổ nếu tham gia vào 1 nhóm nào đó của JE. Thế là anh ấy quyết định nộp đơn đăng ký vào JE, mục đích là để trở thành 1 tuyển thủ bóng rổ chuyên nghiệp chứ không phải là 1 ngôi sao.
- Aiba từng bị ngất dọ hội chứng tràn khí ngực (pneumothorax). Hội chứng này gây ra những cơn đau thắt ở ngực khi thở. Aiba bị ngất khi cùng đang diễn tập cho buổi biểu diễn single Nice na Kokoroiki cùng nhóm. Vì vậy anh phải trải qua một cuộc phẫu thuật, đó cũng là lý do khiến Aiba không thể chơi saxophone được nữa dù anh rất thích.
- Aiba không thích mùa xuân bởi vì anh bị dị ứng với phấn hoa
- Gia đình Aiba có mở 1 nhà hàng Trung Hoa tên Keikarou. Và cha anh là bếp trưởng của nhà hàng đó.
- Aiba có một cái bớt rất nổi bật ở vai trái
- Aiba chơi thể thao rất cừ, nhất là bóng rổ.
- Aiba là thành viên duy nhất trong Arashi gọi Sho là Sho-chan

## Hoạt động

### Chương trình truyền hình
- ガキバラ帝国2000! (Gakibara Teikoku 2000!) (2000.04.15–12.16)
- ガキバラ! (Gakibara!) (2001.01.15–03.10)
- 真夜中の嵐 (Mayonaka no Arashi) (2001.03.25–2002.06.26)
- USO!ジャパン (USO! Nhật Bản) (2001.04.14–2003.09.13)
- Cの嵐! (C no Arashi!) (2002.07.03–2003.06.25)
- なまあらし (Nama Arashi) (2002.10.05–2004.03.27)
- Dの嵐! (D no Arashi!) (2003.07.02–2005.09.28)
- 嵐の技ありっ! (Arashi no Waza-ari!) (2004.04.03–2005.03.26)
- 天才!志村どうぶつ園 (Tensai Shimura Doubutsuen) (日本テレビ系)
- まごまご嵐 (Mago Mago Arashi) (2005.04.09–2007.10.06)
- Gの嵐! (G no Arashi!) (2005.10.05–2006.09.27)
- Odoroki no Arashi (2006.09.26)
- 嵐の宿題君 (Arashi no Shukudai Kun) (2006.10.02–)
- Golden Rush Arashi (2007.10.20-)

### Phim điện ảnh
- 新宿少年探偵団 (Shinjuku Shounen Tanteidan)
- ピカ✩ンチ LIFE IS HARDだけどHAPPY (Pika✩nchi LIFE IS HARD Dakedo HAPPY) (2002)
- ピカ★★ンチ LIFE IS HARDだからHAPPY (Pika★★nchi LIFE IS HARD Dakara HAPPY) (2004)
- 黄色い涙 (Kiiroi Namida) (2007)

### TV Dramas
- Bokura no Yuuki, Mimantoshi (1997.10–12)
- Ppoi (1999)
- Kowai Nichiyoubi, Chap.5 "Ugokasuna!" (1999.8.8)
- V no ARASHI (1999.10)
- Mukodono (2001)
- Yoiko no Mikata, Chap.9 (2003)
- Engimono "Kuruugamama" (2003.6)
- Yankee Bokou ni Kaeru (2003.10–12)
- Triple Kitchen SP (2006.8.1)
- Kuitan (2006.09.30)
- My Girl (09.10.2009)

### Sân khấu
- STAND　BY　ME
- 燕のいる駅 (Tsubame no iru eki) (2005.9.6–27)
- 忘れられない人 (Wasurerarenai hito) (2007.10.22~)